# Katastrofa tramwajowa w Dnieprodzierżyńsku
Katastrofa tramwajowa w Dnieprodzierżyńsku – poważny wypadek, który miał miejsce 2 lipca 1996 roku, spowodowany awarią tramwaju w Dnieprodzierżyńsku (obecnie Kamieńskie) w obwodzie dniepropetrowskim na Ukrainie.

## Przebieg wydarzeń
2 lipca 1996 roku około godziny 18 tramwaj KTM-5 (o numerze taborowym 1044) jechał po trasie nr 2a w dół ulicą Czapajewa (dziś Doroszenki), w kierunku Prospektu Anoszkina. W wagonie (przepełnionego w godzinach szczytu) tramwaju znajdowało się ponad 150 osób. Na bardzo stromym zjeździe w pojeździe przestał działać system hamowania. Tramwaj cały czas nabierał prędkości i po dwóch kilometrach nieprawidłowej jazdy wykoleił się, uderzając w niewysokie, betonowe ogrodzenie.
W momencie uderzenia wykolejone podwozie zatrzymało się, ale metalowy korpus wagonu, po oderwaniu się od podwozia, przemieszczał się dalej, odrywając od podłogi siedzenia razem z pasażerami i zatrzymał się kilkadziesiąt metrów od budynku szkoły średniej. Według relacji świadków zdarzenia, prędkość tramwaju w momencie uderzenia wynosiła co najmniej 70 km/h. W rezultacie katastrofy zginęły 34 osoby (29 na miejscu zdarzenia i 5 kolejnych w szpitalu). Wśród ofiar śmiertelnych było 20 kobiet i jedno dziecko. Ponad 100 osób doznało obrażeń różnego stopnia. Kilka osób zginęło lub doznało silnych obrażeń w wyniku paniki, wyskakując w biegu z jadącego z dużą prędkością tramwaju przez rozbite okna. Jest to najtragiczniejsza katastrofa w dotychczasowej historii elektrycznego transportu na Ukrainie.

## Przyczyny awarii
Za pośrednią przyczynę tak dużej liczby ofiar uznano betonowe ogrodzenie na zakręcie, zbudowane w celu ochrony znajdującej się nieopodal szkoły. Gdyby było ono wyższe – zatrzymałoby cały wagon, a tak zatrzymało jedynie podwozie, a nadwozie wagonu siłą inercji przemieszczało się dalej. Za bezpośrednią przyczynę uznano nieprawidłową pracę obwodów niskiego napięcia w wagonie. Jak oznajmił po wypadku dziennikarzom naczelnik zajezdni tramwajowej, Andriej Riazancew, wagon pochodził z 1991 roku i przez długi czas kursował po trasie linii nr 9, gdzie był eksploatowany w znacznie trudniejszych warunkach, niż na linii nr 2a. Dokumentację wagonu uznano za zgodną z wszelkimi normami i nie odnotowano jakichkolwiek zgłoszeń zagrożenia bezpieczeństwa. Odmienny pogląd w tej kwestii przedstawiła dyspozytor, zwracając uwagę na nieodpowiednie dla takich tras hamulce. Jednakże komisja powypadkowa nie doszukała się w działaniach personelu obsługującego te tramwaje jakichkolwiek naruszeń. Zwrócono jedynie uwagę, że tak trudnej trasy nie powinna obsługiwać dwudziestoletnia praktykantka. Ostatecznie za winnych tragedii uznano motorniczą (20-letnia kobieta) i kilku innych pracowników, odpowiedzialnych za stan techniczny tego wagonu. Odwołany ze stanowiska został również mer miasta.